# 橘遠保
橘 遠保（たちばな の とおやす、生年不詳 - 天慶7年2月6日（944年3月3日））は、平安時代中期の官人。官位は従六位上・美濃介。

## 出自
系譜は明らかでないが、敏達天皇裔の橘氏に繋げ、橘奈良麻呂の子・安麻呂の後裔である成行の子、あるいは橘広相の孫・保輔の子とする系図がある。あるいは、伊予橘氏の一族とする見方もある。
また、平将門の乱の際に相模権介兼押領使であり、乱後に駿河守となった橘最茂や、最茂と同時期に駿河掾となった橘近保は遠保の親族とされる。

## 経歴
天慶3年（940年）正月に平将門の乱に際して防戦した功に対する恩賞として、坂東の掾（具体的な任国は不明）に任ぜられる。
翌天慶4年（941年）には伊予国警固使として藤原純友の追討に当たり、博多湾の戦いの後伊予国へ逃れた純友とその子息・重太丸を捕らえ、同年7月7日に純友・重太丸の首を朝廷へ進上した。後述のとおり、純友追討の功により伊予国宇和郡を与えられたとする伝承もある。
その後美濃介に転任したが、天慶7年（944年）2月6日の夕刻、自宅への帰途で何者かに斬殺された。藤原純友の残党による報復ともいわれている。

## 子孫
後世、その武功から遠保の子孫を称する武将が多い。いわゆる「源平藤橘」として橘氏を四大姓の一つに数えるのは遠保の子孫が栄えたためともされる。
- 平安末期から鎌倉初期の武将である橘公長・公業父子は橘遠保の末裔を称していた。嘉禎二年（1236年）、橘公業が西園寺公経と宇和郡の地頭職を争った際に「伊予国宇和郡のこと、…公業先祖代々の知行、就中（なかんづく）遠江掾遠保、勅定を賜り、当国の賊徒純友を討ち取りてより以来、当郡に居住し、子孫に相伝せしむること年久し」（『吾妻鏡』同年２月２２日条）と主張している。また当時、遠保を遠江掾とする伝承があったことも分かる。
- 楠木正成の出自には諸説あるが（『尊卑分脈』や『太平記』は橘氏嫡流系統の為政の末裔とする）、遠保の末裔という説もある。正成の母が橘盛仲の娘と伝えられ、父（楠木正遠か）が盛仲の女婿となったとも考えられる。この盛仲を遠保の子孫とする説と為政の子孫とする説があるのだが、一般には天慶の乱において朝敵を追討する武功のあった遠保の後裔とすることが好まれたようであり、江戸時代の『本朝百将伝』橘遠保の項には「楠正成は遠保が末孫なりと世にいひつとふるなり」とある（楠木正成「出自」の記事も参照）。
- 「萩原氏系図」[12]によれば平安時代末期に駿河国目代であった平家方の武将・橘遠茂は遠保の末裔とされる。現在の研究者にも橘遠茂は遠保またはその近親者の子孫である可能性が指摘されている[5]。
- 新居浜市の一宮神社社家である矢野氏も橘遠保の子孫を称している[13][14]。